# Grive à calotte rousse
Catharus frantzii
Espèce
Statut de conservation UICN

 LC  : Préoccupation mineure
La Grive à calotte rousse (Catharus frantzii) est une espèce de passereau appartenant à la famille des Turdidae.

## Description
Elle mesure 15 à 18 cm de longueur et pèse environ 28 g. L'adulte a le dessus brun-olive, la couronne et la nuque rousses, le dessous est gris pâle devenant blanchâtre au niveau du ventre et la mandibule inférieure orange. Le juvénile a la face plus sombre, des ronds pâles sur les plumes  du dos, les flancs et la poitrine sont bruns, et il a des barres ou des taches noires sur le ventre.

## Alimentation
Elle fourrage sur le sol de la forêt, seule ou en couple, progressant par bonds et course rapide et marquant des arrêts fréquents. Elle agite les feuilles mortes à la recherche d'insectes et d'araignées et mange aussi des petits fruits.

## Nidification
Le nid est une coupe volumineuse placée de 1 à 4 m de hauteur construite dans un sous-bois dense ou un buisson, souvent à proximité de l'eau. La femelle pond deux œufs gris taché de brun ou vert-bleu. Ils sont couvés par la femelle seule pendant les 15 à 16 jours que dure la couvée alors que les jeunes sont nourris par les deux parents pendant les 14 à 16 jours qui suivent.
Le chant est un magnifique, riche et varié sifflet, Shee-Vee-li-ee-ree et l'appel est un seet ou whooeet mince et haut.

## Répartition
Elle réside dans les régions montagneuses du centre du Mexique à l'ouest du Panama.

## Habitat
On la trouve dans les sous-bois de chêne des montagnes humides et les forêts de conifères et de repousse, habituellement entre 1 350 m et 3 500 m d'altitude.

## Sous-espèces
D'après Alan P. Peterson, 8 sous-espèces ont été décrites :
- Catharus frantzii alticola Salvin & Godman 1879
- Catharus frantzii chiapensis Phillips,AR 1969
- Catharus frantzii frantzii Cabanis 1861
- Catharus frantzii juancitonis Stone 1931
- Catharus frantzii nelsoni Phillips,AR 1969
- Catharus frantzii omiltemensis Ridgway 1905
- Catharus frantzii waldroni Phillips,AR 1969
- Catharus frantzii wetmorei Phillips,AR 1969